# Coscinocladium
Coscinocladium is een geslacht van korstmossen behorend tot de familie Physciaceae. De typesoort is Coscinocladium occidentale.

## Soorten
Volgens Index Fungorum telt het geslacht twee soorten (januari 2024):
| Soortnaam                  | Auteur(s)                                  | Publicatiejaar |
| -------------------------- | ------------------------------------------ | -------------- |
| Coscinocladium gaditanum   | (Clemente) A. Crespo, Llimona & D. Hawksw. | 2004           |
| Coscinocladium occidentale | Kunze                                      | 1846           |